# شین هه سون
شین هه سون (کره‌ای: 신혜선؛ زادهٔ ۳۱ اوت ۱۹۸۹) بازیگر اهل کره جنوبی است. او حرفهٔ بازیگری خود را در مجموعه تلویزیونی مدرسه ۲۰۱۳ آغاز کرد. او در سال ۲۰۱۷ اولین نقش اصلی خود را در درام آخر هفته زندگی طلایی من ایفا کرد که بیش از ۸ میلیون بیننده داشت و باعث شهرت او شد. او همچنین به خاطر ایفای نقش اصلی در مجموعه‌های تلویزیونی هنوز ۱۷ (۲۰۱۸)، آخرین مأموریت فرشته: عشق (۲۰۱۹)، آقای ملکه (۲۰۲۰–۲۰۲۱)، توی نوزدهمین زندگیم می‌بینمت (۲۰۲۳)، به سامدالری خوش آمدید (۲۰۲۳–۲۰۲۴) و هه‌ری عزیز (۲۰۲۴) شناخته می‌شود.

## حرفه
شین هه سون بعد از موفق شدن در تست برای بازی در چند نقش دختر مدرسه‌ای، به عنوان بازیگر بواسطه بازی در سریال مدرسه ۲۰۱۳، قسمتی از مجموعه ۱۶ قسمتی مدرسه، شروع به کار کرد. او در نقش یک شخصیت فرعی با نام خودش شین هه سون در این سریال نقش آفرینی کرد.
شین هه سون در سال ۲۰۱۵ با سریال‌های اوه روح من و او زیبا بود شروع به بازی در نقش‌های بزرگتر کرد. اگرچه هر دو درام کمدی رمانتیک بودند، اما شخصیت‌های او در این دو سریال تفاوت چشمگیری باهم داشتند.
دستیابی به موفقیت او در سال ۲۰۱۶ با پنج تا بچه بسه انجام شد. هر دو نقش او به عنوان زنی ساده لوح-رمانتیک و زودباور، و همچنین زوج شدن او در این سریال با بازیگر سونگ هون شهرتی بین بیندگان بدست آورد. همچنین در همان سال، او در درام عاشقانه فانتزی افسانه دریای آبی بازی کرد.
در سال ۲۰۱۷، او اولین نقش اصلی فیلم خود را در فیلم یک روز بازی کرد. شین پس از آن در سریال جنایی تحسین شده غریبه بعنوان یک شخصیت کلیدی بازی کرد. بلافاصله پس از آن، او برای اولین بار در درام شبکه KBS2 بنام زندگی طلایی من در نقش شخصیت اصلی زن بازی کرد. این درام در کره جنوبی مورد توجه زیادی قرار گرفت و ریتینگ آن به ۴۰ درصد رسید، که موجب بیشتر شناخته شدن بازیگر شین شد. او تماس‌های زیادی از طرف صنعت تبلیغات و تهیه‌کنندگان فیلم و درام که به بازی اون علاقه زیادی داشتند دریافت کرده است.
در سال ۲۰۱۸، شین در درام ویژه The Hymn of Death در نقش یون شیم دوک برای نقش آفرینی در این درام انتخاب شد. او همچنین در درام کمدی عاشقانه Still 17 بازی کرد. در همان سال، او در فیلم حقوقی Innocence برای نقش آفرینی در این فیلم انتخاب شد.
در سال ۲۰۱۹، شین در درام عاشقانه تخیلی آخرین مأموریت فرشته: عشق بازی کرد.
در سال ۲۰۲۰، او در فیلم Collectors به عنوان کارشناس هنرهای باستانی یون حضور پیدا می‌کند. و در مجموعه تلویزیونی آقای ملکه در نقش ملکه کیم سو-یونگ بازی کرد که محبوبیت زیادی بین بینندگان داشت.

## فیلم‌شناسی

### فیلم
| سال  | عنوان                   | نقش         | توضیحات    | منابع  |
| ---- | ----------------------- | ----------- | ---------- | ------ |
| ۲۰۱۴ | یک شب تابستانی          | سو را       | فیلم کوتاه |        |
| ۲۰۱۴ | بازی برگشت              | جو یون      | فیلم کوتاه |        |
| ۲۰۱۴ | مادر زمین               | ده جی       | فیلم کوتاه |        |
| ۲۰۱۶ | یک دادستان خشن          | یون آه      | بیت پارت   |        |
| ۲۰۱۷ | یک روز                  | می کیونگ    |            | [ ۲۳ ] |
| ۲۰۲۰ | بی‌گناهی                 | آن جونگ این |            | [ ۲۴ ] |
| ۲۰۲۰ | دزدان مقبره             | یون سه هی   |            | [ ۲۵ ] |
| ۲۰۲۳ | حرف فروشنده را باور نکن | سو هیون     |            | [ ۲۶ ] |
| ۲۰۲۳ | شهروند شجاع             | سو شی مین   |            | [ ۲۷ ] |
| ۲۰۲۴ | تعقیب                   | هان سو را   |            | [ ۲۸ ] |

### مجموعه تلویزیونی
| سال       | عنوان                       | نقش                                      | توضیحات                               | منابع         |
| --------- | --------------------------- | ---------------------------------------- | ------------------------------------- | ------------- |
| ۲۰۱۲–۲۰۱۳ | مدرسه ۲۰۱۳                  | شین هه سون                               |                                       | [ ۲۹ ]        |
| ۲۰۱۴      | چشم‌های فرشته                | جوانی چا مین سو                          |                                       | [ ۲۹ ]        |
| ۲۰۱۴      | پادشاه دبیرستان             | گو یون جو                                |                                       | [ ۳۰ ]        |
| ۲۰۱۴–۲۰۱۵ | تا ابد جوان                 | هان می سو                                | تولید کره جنوبی و ویتنام              | [ ۳۱ ]        |
| ۲۰۱۵      | اوه روح من                  | کانگ اون هی                              |                                       | [ ۳۲ ]        |
| ۲۰۱۵      | او زیبا بود                 | هان سول                                  |                                       | [ ۳۳ ]        |
| ۲۰۱۶      | پنج تا بچه بسه              | لی یون ته                                |                                       | [ ۳۴ ]        |
| ۲۰۱۶      | افسانه دریای آبی            | چا شی آه                                 |                                       | [ ۳۵ ]        |
| ۲۰۱۷–۲۰۲۰ | غریبه                       | یونگ اون سو                              | فصل ۱ – نقش مکمل فصل ۲ – حضور افتخاری | [ ۳۶ ] [ ۳۷ ] |
| ۲۰۱۷–۲۰۱۸ | زندگی طلایی من              | سو جی آن                                 |                                       | [ ۳۸ ]        |
| ۲۰۱۸      | هنوز ۱۷                     | وو سو ری                                 |                                       | [ ۳۹ ]        |
| ۲۰۱۸      | آهنگ مرگ                    | یون شیم دوک                              |                                       | [ ۴۰ ]        |
| ۲۰۱۹      | آخرین مأموریت فرشته: عشق    | لی یون سو                                |                                       | [ ۴۱ ]        |
| ۲۰۲۰–۲۰۲۱ | آقای ملکه                   | کیم سو یونگ، ملکه چورین / جانگ بونگ هوان |                                       | [ ۴۲ ]        |
| ۲۰۲۳      | توی نوزدهمین زندگیم می‌بینمت | بان جی اوم / سو                          |                                       | [ ۴۳ ]        |
| ۲۰۲۳–۲۰۲۴ | به سامدالری خوش آمدید       | چو اون هه / چو سام دال                   |                                       | [ ۴۴ ]        |
| ۲۰۲۴      | هه‌ری عزیز                   | جو اون هو / جو هه ری                     |                                       | [ ۴۵ ]        |

### برنامه اینترنتی
| سال  | عنوان      | نقش    | توضیحات        | منابع  |
| ---- | ---------- | ------ | -------------- | ------ |
| ۲۰۲۱ | اس‌ان‌ال کره | میزبان | قسمت ۱ – فصل ۲ | [ ۴۶ ] |

### میزبان
| سال  | عنوان               | نقش    | توضیحات                           | منابع  |
| ---- | ------------------- | ------ | --------------------------------- | ------ |
| ۲۰۱۸ | جوایز درامای اس‌بی‌اس | میزبان | به همراه شین دونگ یوپ و لی جه هون | [ ۴۷ ] |
| ۲۰۱۹ | جوایز درامای کی‌بی‌اس | میزبان | به همراه جون هیون مو              | [ ۴۸ ] |

## جوایز و نامزدی‌ها
| سال  | جشنواره                               | عنوان/دسته‌بندی                                          | کار نامزد شده                  | نتایج    | مرجع.  |
| ---- | ------------------------------------- | ------------------------------------------------------- | ------------------------------ | -------- | ------ |
| ۲۰۱۵ | جوایز درامای ام‌بی‌سی                   | Best New Actress in a Miniseries                        | او زیبا بود                    | نامزدشده |        |
| ۲۰۱۶ | 2nd Scene Stealer Festival            | تازه‌کار سال                                             | پنج تا بچه بسه، یک دادستان خشن | برنده    | [ ۴۹ ] |
| ۲۰۱۶ | جوایز درامای کی‌بی‌اس                   | بهترین بازیگر نقش مکمل زن                               | پنج تا بچه بسه                 | نامزدشده |        |
| ۲۰۱۶ | جوایز درامای کی‌بی‌اس                   | بهترین بازیگر زن جدید                                   | پنج تا بچه بسه                 | نامزدشده |        |
| ۲۰۱۶ | جوایز درامای اس‌بی‌اس                   | Excellence Award, Actress in a Fantasy Drama            | افسانه دریای آبی               | نامزدشده |        |
| ۲۰۱۷ | اولین جوایز سئول                      | بهترین بازیگر زن جدید                                   | غریبه                          | نامزدشده |        |
| ۲۰۱۷ | جوایز درامای کی‌بی‌اس                   | Top Excellence Award, Actress                           | زندگی طلایی من                 | نامزدشده | [ ۵۰ ] |
| ۲۰۱۷ | جوایز درامای کی‌بی‌اس                   | Excellence Award, Actress in a Serial Drama             | زندگی طلایی من                 | برنده    | [ ۵۰ ] |
| ۲۰۱۷ | جوایز درامای کی‌بی‌اس                   | جایزه بهترین زوج به همراه پارک شی هو                    | زندگی طلایی من                 | برنده    | [ ۵۰ ] |
| ۲۰۱۸ | ۵۴مین مراسم اهدای جوایز هنری بکسانگ   | بهترین بازیگر نقش اول زن                                | زندگی طلایی من                 | نامزدشده | [ ۵۱ ] |
| ۲۰۱۸ | ۵۴مین مراسم اهدای جوایز هنری بکسانگ   | محبوب‌ترین بازیگر زن                                     | زندگی طلایی من                 | نامزدشده |        |
| ۲۰۱۸ | یازدهمین جوایز درامای کره             | Top Excellence Award, Actress                           | زندگی طلایی من                 | نامزدشده | [ ۵۲ ] |
| ۲۰۱۸ | ششمین جوایز ستارگان ای‌پی‌ای‌ان          | Top Excellence Award, Actress in a Serial Drama         | زندگی طلایی من                 | برنده    | [ ۵۳ ] |
| ۲۰۱۸ | جوایز درامای اس‌بی‌اس                   | Top Excellence Award, Actress in a Monday-Tuesday Drama | هنوز ۱۷                        | برنده    | [ ۵۴ ] |
| ۲۰۱۸ | دومین جوایز سئول                      | بهترین بازیگر زن                                        | زندگی طلایی من، هنوز ۱۷        | نامزدشده | [ ۵۵ ] |
| ۲۰۱۹ | چهاردهمین جوایز بین‌المللی درامای سئول | بهترین بازیگر زن                                        | آهنگ مرگ                       | نامزدشده | [ ۵۶ ] |
| ۲۰۱۹ | جوایز درامای کی‌بی‌اس                   | Top Excellence Award, Actress                           | آخرین مأموریت فرشته: عشق       | برنده    | [ ۵۷ ] |
| ۲۰۱۹ | جوایز درامای کی‌بی‌اس                   | Excellence Award, Actress in a Miniseries               | آخرین مأموریت فرشته: عشق       | نامزدشده | [ ۵۷ ] |
| ۲۰۱۹ | جوایز درامای کی‌بی‌اس                   | Best Couple Award with کیم میونگ سو                     | آخرین مأموریت فرشته: عشق       | برنده    | [ ۵۷ ] |
| ۲۰۲۱ | چهل و یکمین جوایز فیلم اژدهای آبی     | بهترین بازیگر زن جدید                                   | بی‌گناهی                        | نامزدشده | [ ۵۸ ] |
| ۲۰۲۱ | ۵۷مین مراسم اهدای جوایز هنری بکسانگ   | بهترین بازیگر تازه‌کار زن (فیلم)                         | بی‌گناهی                        | نامزدشده | [ ۵۹ ] |
| ۲۰۲۱ | ۵۷مین مراسم اهدای جوایز هنری بکسانگ   | بهترین بازیگر نقش اول زن (تی وی)                        | آقای ملکه                      | نامزدشده | [ ۵۹ ] |